# Don Luce
Donald Harold „Don“ Luce (* 2. Oktober 1948 in London, Ontario) ist ein ehemaliger kanadischer Eishockeyspieler, -trainer, -funktionär und -scout, der im Verlauf seiner aktiven Karriere zwischen 1965 und 1982 unter anderem 965 Spiele für die New York Rangers, Detroit Red Wings, Buffalo Sabres, Los Angeles Kings und Toronto Maple Leafs in der National Hockey League (NHL) auf der Position des Centers bestritten hat. Im Jahr 1975 erhielt Luce die Bill Masterton Memorial Trophy. Sein Schwager Mike Boland war ebenfalls professioneller Eishockeyspieler.

## Karriere
Luce spielte während seiner Juniorenzeit gemeinsam mit Walt Tkaczuk für die Kitchener Rangers in der Ontario Hockey Association (OHA). Beim NHL Amateur Draft 1966 wurde er in der dritten Runde an 14. Stelle von den New York Rangers aus der National Hockey League (NHL) ausgewählt.
Zum Ende seiner zweiten Spielzeit bei den Omaha Knights in der Central Hockey League (CHL) holten ihn die Rangers in die NHL. Nach zwölf Spielen in dieser und neun zu Beginn der Saison 1970/71 wechselte er zu den Detroit Red Wings. Nachdem er nicht in das langfristige Konzept der Red Wings passte, gab man ihn nach Ende der Saison für Joe Daley an die Buffalo Sabres ab. In Buffalo bildete er zusammen mit Craig Ramsay und Danny Gare die zweite Sturmreihe. Er selbst war dabei ein hervorragender Unterzahlspieler und defensiver Angreifer. Seine beste Spielzeit war die Saison 1974/75, in der er 33 Tore erzielte. In diesem Jahr wurde er auch für das NHL All-Star Game nominiert und erhielt die Bill Masterton Memorial Trophy. Auch in den folgenden vier Jahren erreichte er jeweils über 60 Punkte. Ab der Saison 1979/80 ließen seine offensiven Werte nach und so gaben ihn die Sabres zum Ende der Saison 1980/81 an die Los Angeles Kings ab. Nach Ende der Saison wechselte er zu den Toronto Maple Leafs. Dort bestritt er 39 Spiele und zwei bei den Salt Lake Golden Eagles in der CHL, bevor er seine Karriere beendete.
Nach einer kurzen Zeit als Trainer der Pinebridge Bucks in der Atlantic Coast Hockey League (ACHL) kehrte er in der Saison 1986/87 als Assistenztrainer zu den Buffalo Sabres zurück. Danach war er fast 20 Jahre für die Spielerentwicklung bei den Sabres verantwortlich. Er hatte großen Anteil, dass Spieler wie Martin Biron, Brian Campbell und Jason Pominville ihren Start zur NHL-Karriere bei den Sabres machten. Nach seiner Entlassung bei den Sabres 2006 übernahm er die Aufgabe, die er bis dahin in Buffalo innehatte, bei den Philadelphia Flyers. Im September 2015 verpflichteten ihn die Toronto Maple Leafs als Scout.

## Erfolge und Auszeichnungen
| - 1970 Adams-Cup-Gewinn mit den Omaha Knights - 1970 CHL First All-Star Team - 1975 Teilnahme am NHL All-Star Game | - 1975 Bill Masterton Memorial Trophy - 1997 Aufnahme in die Greater Buffalo Sports Hall of Fame |

## Karrierestatistik
(Legende zur Spielerstatistik: Sp oder GP = absolvierte Spiele; T oder G = erzielte Tore; V oder A = erzielte Assists; Pkt oder Pts = erzielte Scorerpunkte; SM oder PIM = erhaltene Strafminuten; +/− = Plus/Minus-Bilanz; PP = erzielte Überzahltore; SH = erzielte Unterzahltore; GW = erzielte Siegtore; 1 Play-downs/Relegation; Kursiv: Statistik nicht vollständig)